# NGC 23
NGC 23は、ペガスス座の方角にある渦巻銀河である。1784年9月10日にウィリアム・ハーシェルによって発見された。
Webb Society Deep-Sky Observer's Handbookには、NGC 23の見た目について、次のように記載されている。

明るく、非常に扁平である。明るい銀河核の構造は引き伸ばされている。2つの弱い渦巻きは核の反対側から現れ、1つは南端に位置する明るい恒星の方に曲がっている。

## ギャラリー

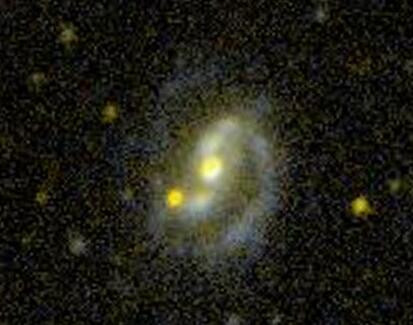
GALEXによる紫外線画像
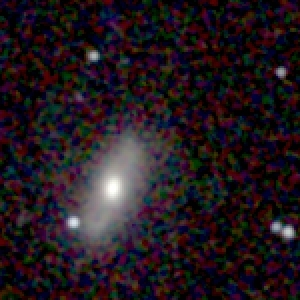
2MASSによる近赤外線画像